# Evgenija Zacharčenko
Evgenija Alekseevna Zacharčenko (in russo Евгения Алексеевна Захарченко?; trasl. angl.: Evgenia Alexeevna Zakharchenko; 3 agosto 1999) è una lottatrice russa, specializzata nella lotta libera.

## Palmarès
- Europei

Varsavia 2021: bronzo nei 72 kg.